# Demmy Druyts
Demmy Druyts, née le 4 octobre 1995 à Wilrijk, est une coureuse cycliste belge. Elle est la sœur des cyclistes Gerry, Kelly, Jessy et Lenny Druyts.

## Palmarès
- 2014
  - Championne de Belgique de cyclisme sur piste en course aux points
- 2017
  - Championne de la province d'Anvers sur route